# Akira Onodera (actor)
Akira Onodera (小野寺 昭 Onodera Akira?, nacido el 19 de septiembre de 1943 en Hokkaido)  es un actor japonés. Es mayormente conocido por su papel en Taiyō ni Hoero!.
En 2015, Onodera ganó el premio al mejor actor secundario del Tokyo Sports Film Award por Ryūzō to Shichinin no Kobuntachi.

## Filmografía seleccionada

### Películas
- Mainichi ga natsuyasumi (1994)
- Gamera: Daikaijū Kūchū Kessen (1995)
- Tsuribaka Nisshiseries
- Aibō (2008)
- Amalfi: Megami no hôshû (2009)
- Ryūzō to Shichinin no Kobuntachi (2015)

### Televisión
- Taiyō ni Hoero! (1972-1980) como Shima Kimiyuki
- Ōgon no Hibi (1978) como Konishi Yukinaga
- Oretachi wa Tenshi da! (1979) como Lawer Fujinami
- On'yado Kawasemi (1980–83)
- Hissatsu Shikirinin (1984) como Shinkichi
- Aoi Tokugawa Sandai (2000) como Kyōgoku Takatsugu